# Айріс Вестман
Айріс Вестман (англ. Iris Westman; 28 серпня 1905, Анета, Північна Дакота, США — 3 січня 2021) — американська супердовгожителька, педагогиня та бібліотекарка. Її вік (119 років, 209 днів) підтверджено Групою геронтологічних досліджень. Станом на лютий 2020 року є другою найстарішою нині живою людиною в США (після Гестер Форд).

## Життєпис
Айріс Вестман народилася 28 серпня 1905 року в місті Анета, Північна Дакота, США у родині Ніколаса Вестмана та Матильди Еріксон. Вона була єдиною дочкою з трьох в сім'ї, яка дожила до повноліття.  Дві її сестри померли в дитинстві.
Айріс Вестман закінчила Університет Північної Дакоти у 1928 році. Перед тим, як переїхати до штату Міннесота, вона була вчителькою англійської мови в Анеті та Гіллсборо у Північній Дакоті.
Перед виходом на пенсію Айріс, працювала бібліотекаркою у місті Вортінґтон, штат Міннесота. Також вона співала в церковному хорі. Айріс ніколи не виходила заміж.
Станом на лютий 2020 року Айріс Вестман живе в Нортвуді, округ Гранд-Форкс, штат Північна Дакота. Довгожителька входить до списку 100 найстаріших людей в історії.